# Specchio retrovisore

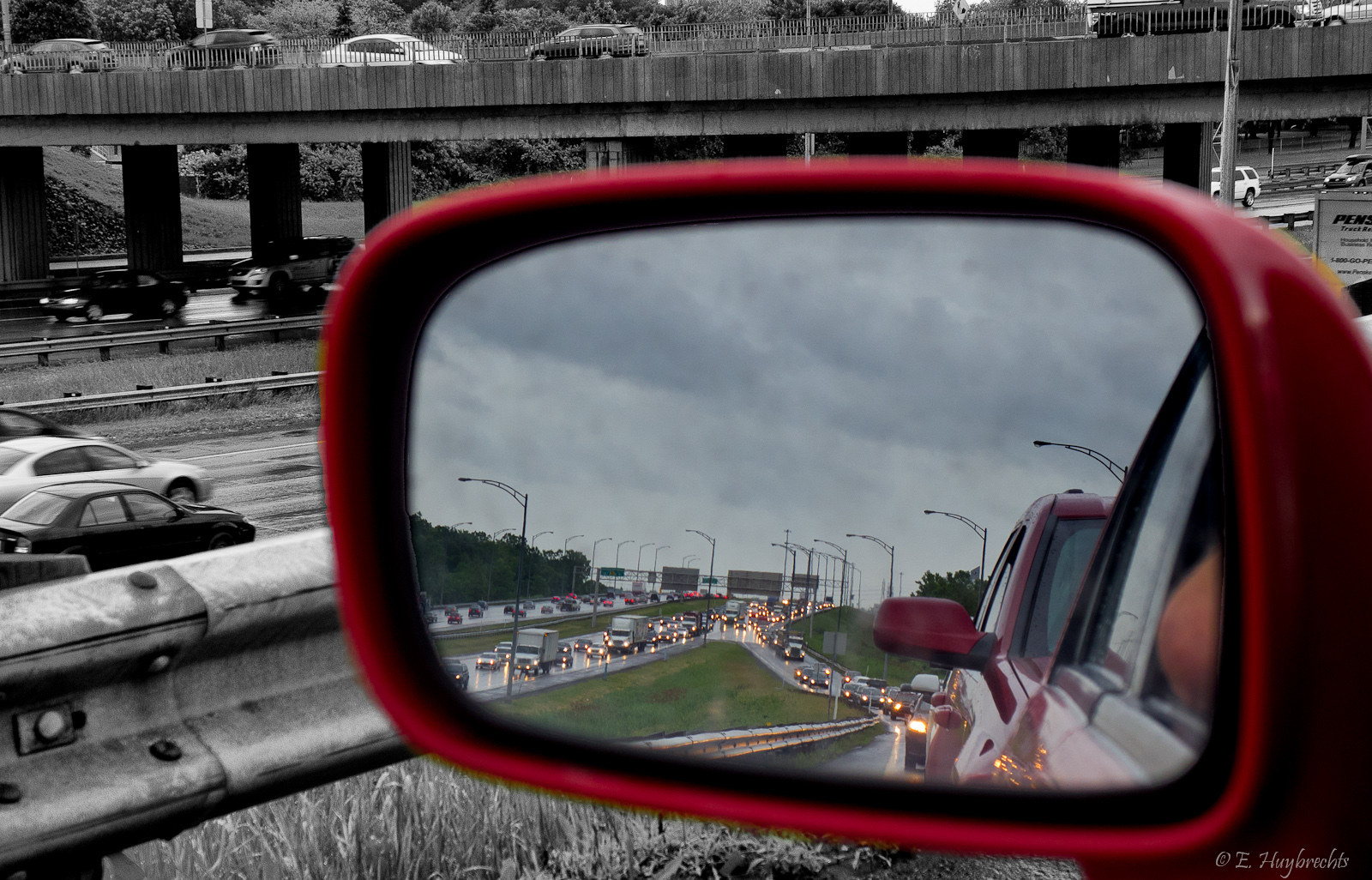
Esempio di specchio retrovisore

Lo specchio retrovisore è un dispositivo atto a incrementare la sicurezza alla guida, tramite l'aumento della visibilità posteriore e laterale al conducente di un veicolo.

## Storia

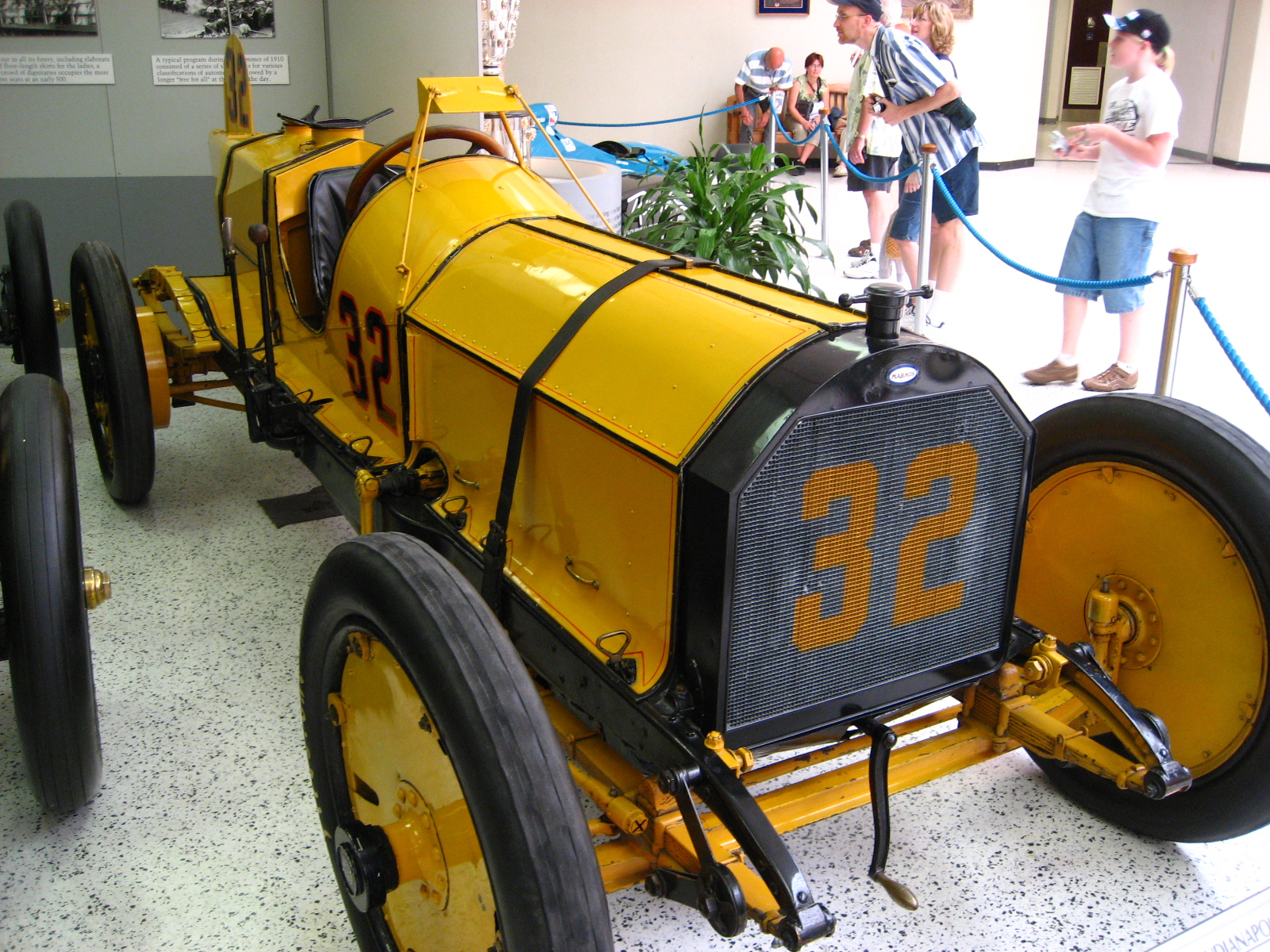
La Marmon Wasp di Harroun

L'inventore dello specchio retrovisore è considerato il pilota Ray Harroun che nel 1911 vinse la 500 Miglia di Indianapolis su una vettura con tale dispositivo (una Marmon per la precisione). Infatti, mentre tutti gli altri concorrenti ospitavano un meccanico sulle proprie vetture per informarli sul traffico alle loro spalle, Harroun pose uno specchio sul cofano in posizione centrale per vedere cosa succedeva dietro risparmiando il peso del meccanico.
Dall'uso in gara si passò rapidamente all'impiego sulle vetture di serie e poi all'obbligo per le case costruttrici di montare tale dotazione. Le obbligatorietà, variamente disposte dalle legislazioni dei diversi paesi, vennero raccomandate in Europa con le direttive comunitarie 70/221 CEE e 71/127 CEE. In Italia la
Legge 25 novembre 1975, n. 707, articolo 16 introdusse l'obbligo del retrovisore esterno anche per le automobili già circolanti, a partire dal 1º gennaio 1977.

## Descrizione
Gli specchi retrovisori sono costituiti da:
- specchio propriamente detto
- supporto dello specchio, elemento che sorregge la lente ed eventualmente ne permette la regolazione manuale o elettrica
- braccio, elemento che va dal "supporto dello specchio" alla base di fissaggio
- base di fissaggio, elemento che permette l'ancoraggio dello specchio al telaio o parabrezza

## Sicurezza e normativa

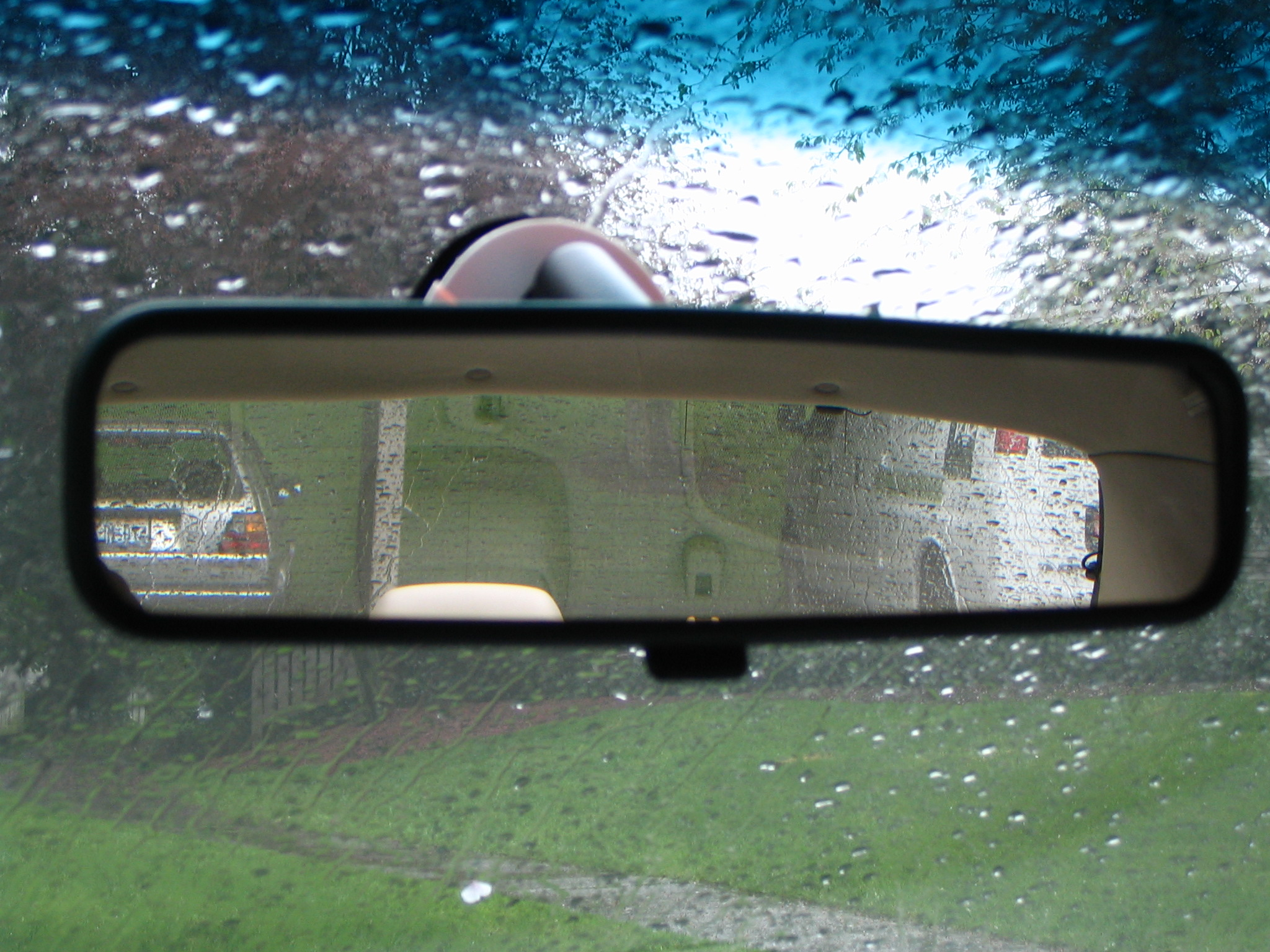
Specchietto retrovisore interno

Questi dispositivi aumentano la sicurezza alla guida, perché permettono d'impiegare meno tempo per visualizzare gli altri veicoli e di ridurre l'angolo cieco, anche se non riescono ad annullarlo: questo permette di poter eseguire le manovre con una maggiore sicurezza, riducendo gli incidenti accidentali.
La presenza o meno degli specchietti retrovisori è normata in modo molto articolato e variegato a seconda dei veicolo, del periodo di produzione e di alcune caratteristiche del mezzo, nei paesi europei che l'hanno recepita vige la direttiva 2003/97/CE del 10 novembre 2003.
In caso di traino di un rimorchio di larghezza (a libretto) maggiore della motrice (es. caravan trainata da un'auto), è obbligatorio l'utilizzo di specchi supplementari che non sporgano oltre 20 cm rispetto alla larghezza massima del rimorchio.
Il Blind Spot Information System è una dotazione di sicurezza opzionale che consente di monitorare l'angolo cieco, la zona d'ombra in cui un veicolo in avvicinamento resta non visibile agli specchi retrovisori.
Per migliorare la visuale e ridurre l'angolo cieco esistono in commercio accessori per autoveicoli quali lenti convesse grandangolari autoadesive circolari, aventi pochi cm di diametro, e che vengono montati nell'angolo in basso, come complemento che non sostituisce lo specchietto retrovisore interno o esterno. Alcuni modelli sono integrati con una dash cam.

## Posizione

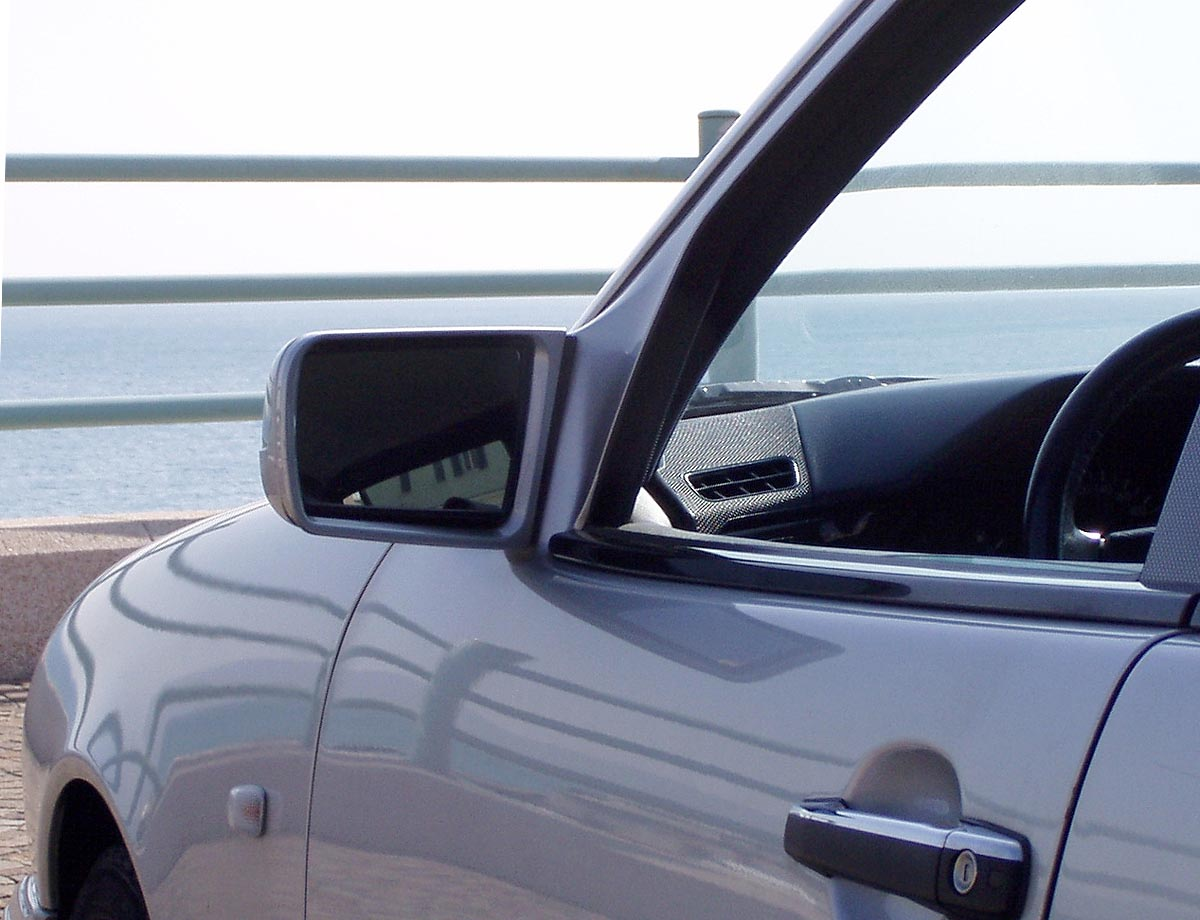
Specchio retrovisore esterno lato guida di un'automobile

Gli specchi retrovisori rispetto all'asse centrale del mezzo, possono essere posizionati:
- Lateralmente, sono esterni e permettono la visuale ai lati del mezzo, sono posizionati subito davanti al posto di guida, per esempio fissati al montante della portiera nelle automobili o sul manubrio nelle moto.

Inoltre possono avere o l'attacco più centrale (soluzione tipica) o l'attacco più esterno (come su alcune moto custom).
- Centralmente, sono interni e sono presenti in tutte le automobili ma non sempre negli autocarri, permettono una visuale posteriore del mezzo. La prima automobile a essere dotata di uno specchio retrovisore centrale fu appunto la Marmon Wasp del 1911[3].

Gli specchi retrovisori, rispetto all'altezza del mezzo, possono essere posizionati:
- Alti, posizione tipica del retrovisore centrale o dei retrovisori delle moto, ma applicata anche su retrovisori laterali dei mezzi sportivi o dei mezzi pesanti
- Bassi, posizione tipica dei retrovisori laterali delle automobili, ma presenti anche su alcune moto custom, dove lo specchietto viene messo più in basso della manopola

Gli specchi retrovisori laterali, rispetto all'abitacolo, possono essere posizionati:
- Vicini, soluzione tipica e obbligata per le moto
- Lontani, soluzione utilizzata su alcune auto rétro, che hanno gli specchietti lontani dall'abitacolo

Gli specchi retrovisori laterali fra loro, possono essere posizionati:
- Simmetrici i due specchi laterali hanno la stessa posizione
- Asimmetrici i due specchi laterali hanno posizioni diverse

## Regolazione

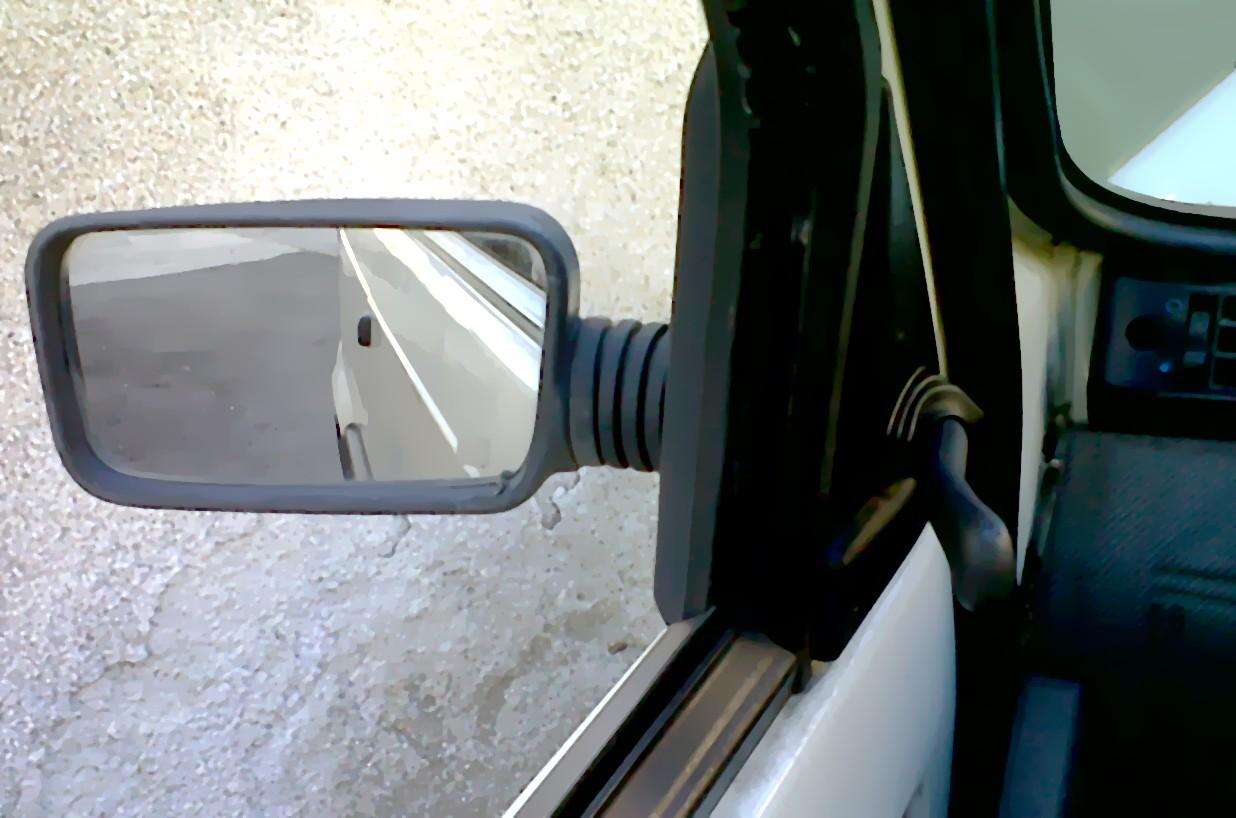
Specchietto retrovisore laterale della Panda 750, caratterizzato da un comando manuale sia esterno che interno.

Gli specchi retrovisori possono essere regolati:
- Manualmente, gli specchi centrali e la maggior parte degli specchi laterali hanno una regolazione manuale, generalmente tramite una leva interna al mezzo o direttamente sulla lente, ma a volte tramite lo spostamento dell'intero supporto dello specchio
- Elettricamente, gli specchi laterali di alcuni mezzi vengono regolati tramite un motorino, azionato da pulsanti e relè

## Accorgimenti
- Dimensioni asimmetriche gli specchietti laterali hanno misure diverse, generalmente lo specchietto più lontano ha misure più piccole.
- Più inclinazioni o interferenziale, per aumentare lo spettro visivo, gli specchi possono essere dotati di doppia inclinazione e in questo caso si ha una linea lungo il cambio d'inclinazione o possono essere curvilinei ed evitare l'effetto del brusco passaggio da un'inclinazione all'altra.
- Più viste, soluzione applicata principalmente ai grandi mezzi, come i camion, dove per ogni supporto per specchio si hanno più specchi con diversa inclinazione.
- Ingrandimento gli specchi possono dare un'immagine ingrandita per aumentare la percezione spaziale.
- Modalità antiabbagliamento, lo specchietto centrale dentro l'abitacolo può essere dotato di una leva che ne permette una veloce commutazione di posizione in alto o in basso, modificando gli angoli di rifrazione e dando un'immagine più scura, in questo caso si ha una sovrapposizione tra due immagini, per questo si preferisce impostare tale modalità con lo specchietto inclinato verso l'alto. Su alcune vetture, generalmente di gamma alta, questo sistema può essere automatico regolato da una fotocellula.
- Riscaldamento, alla parte posteriore dello specchio esterno aderisce una resistenza a serpentina che lo riscalda in modo da poter eliminare l'appannamento o il ghiaccio.

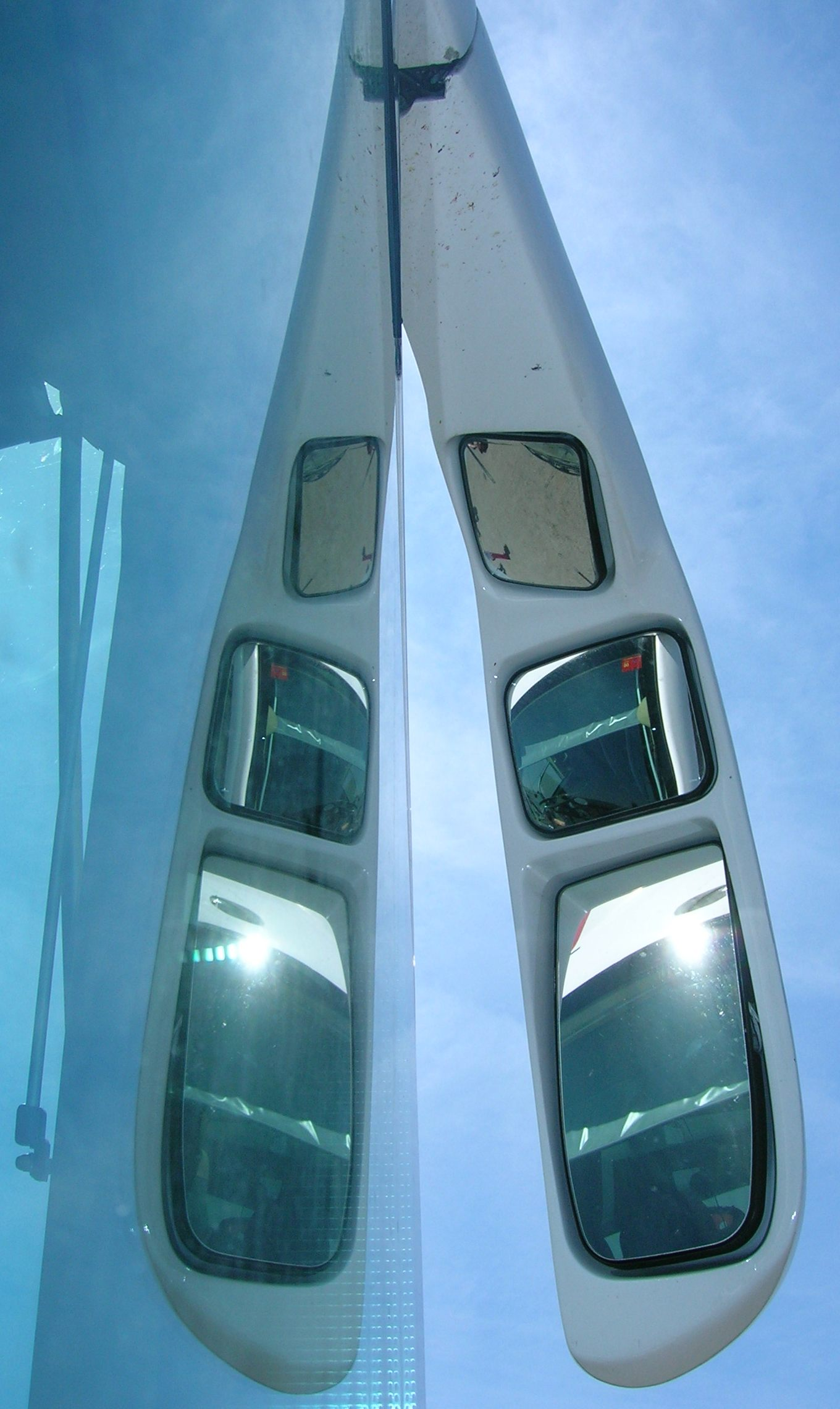
Specchio retrovisore da bus a più viste con diverse inclinazioni

## Varianti ed evoluzioni digitali
Alcune varianti sull'utilizzo dello specchio retrovisore:
- Casco con retrovisore, casco ideato nel 2005, che permette una visuale posteriore e rapida del mezzo
- Specchietto retrovisore abitacolo, utilizzato su alcune autovetture, per un controllo dei passeggeri posteriori, generalmente bambini

Per superare i limiti dello specchio esterno, la resistenza che oppongono all'aria durante la marcia, e permettere agli automobilisti di avere una visione che includa anche l'angolo morto, le case automobilistiche e aziende del settore stanno studiando sistemi alternativi sempre più evoluti, legati a sistemi di camere e monitor, denominati digital mirrors. Nel 2012 venne testato sull'Audi R18 TDI della 24 Ore di Le Mans uno specchietto retrovisore elettronico, caratterizzato dall'uso di un tablet, che grazie a una telecamera permette di vedere in retrovisione senza l'inconveniente dei disturbi visivi dati dalla struttura interna e/o dai suoi occupanti o contenuto e con una superficie di visione maggiore. Nel 2016 al CES di Las Vegas, BMW ha presentato un esemplare dell'ibrida i8 con due videocamere al posto dei retrovisori esterni e una sopra al lunotto posteriore.

## Angolo morti/cieco e incidenti

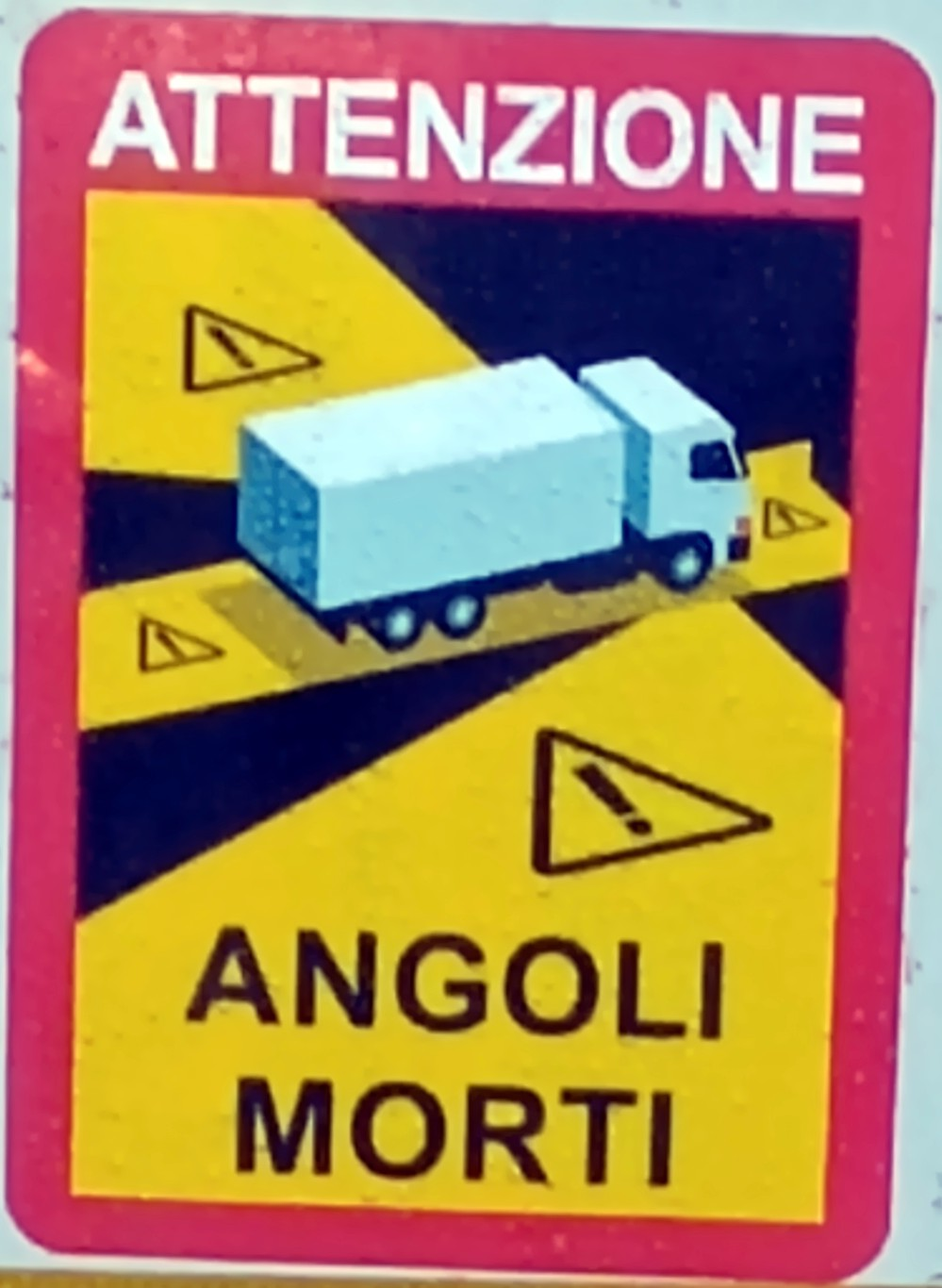
Avviso sulla presenza degli angoli morti del veicolo

In Inghilterra le statistiche dell'incidentalità indicano come i mezzi pesanti che sono maggiormente afflitti dal problema degli angoli ciechi, soprattutto se muniti di cabina alta, rappresentano la maggiore fonte d'incidenti (coinvolti nel 22,5% dei casi mortali di pedoni e 58% di quelli dei ciclisti) pur essendo essi una minima parte dei mezzi circolanti (circa il 4%).